# Doğuş Holding
Doğuş Holding A.Ş. (Doğuş Group) er et tyrkisk konglomerat med hovedkvarter i Istanbul. Koncernen består af 250 datterselskaber fordelt på 7 brancher, som omfatter bilhandel, detailhandel, restaurant, byggeri, medier og turisme. Virksomheden blev etableret i 1951 af Ayhan Şahenk.